# Theora (compressieformaat)
Theora is een vrije en opensourcecodec voor videobestanden in ontwikkeling door de Xiph.Org Foundation. Het is vrij van patenten en het is gebaseerd op de VP3-codec van On2 Technologies. Het is de bedoeling dat Theora kan wedijveren met bestaande codecs zoals MPEG-4 en WMV. Deze codec is vernoemd naar het personage Theora Jones in de televisieserie Max Headroom.

## Techniek
Theora is een compressiemethode met kwaliteitsverlies en de gecomprimeerde video kan opgenomen worden in een geschikt containerformaat. Het wordt meestal gebruikt in het bestandsformaat Ogg samen met Ogg Vorbis. Deze combinatie kan worden gebruikt om een rechtenvrij multimediabestand te produceren. Andere codecs, zoals MPEG-4, zijn gepatenteerd en er moet voor een licentie betaald worden bij commercieel gebruik.
Theora maakt gebruik van chroma subsampling, op blokken gebaseerde compensatie voor beweging (block motion compensation, BMC) en een 8*8 blok bij discrete cosinustransformatie.

## VP3
VP3 was oorspronkelijk een propriëtaire en gepatenteerde video-codec van On2 Technologies. In september 2001 is de codec vrijgeven als vrije opensourcesoftware waardoor het gebruikt kan worden door Theora en andere codecs die gebaseerd zijn op VP3. In 2002 kwamen On2 Technologies en Xiph.Org Foundation overeen om een nieuwe codec, Theora, te ontwikkelen die op VP3 gebaseerd zou zijn. On2 Technologies bestempelde Theora ook als de opvolger van VP3.

## Ondersteuning
Theora wordt ondersteund door allerlei programma's, zoals:
- Cortado (Java applet), eventueel in combinatie met ITheora (PHP-wrapper)
- FFmpeg
- Helix Player
- MPlayer
- Miro Media Player (voorheen bekend als Democracy Player)
- QuickTime 7 en hoger
- RealPlayer
- Totem
- VLC
- Visonair.tv Player
- xine en mediaspelers die gebaseerd zijn op libxine, zoals Kaffeine